# Mobile World Congress
Mobile World Congress — одна из крупнейших в мире выставок мобильной индустрии и конгресс с участием руководителей операторов мобильной связи, продавцов и владельцев контента по всему миру. Это мероприятие, первоначально называвшееся GSM World Congress и позднее переименованное в 3GSM World Congress, до сих пор часто называют GSM World Congress или просто 3GSM.
Mobile World Congress проходит в Барселоне, Каталония, Испания, в феврале. До 2006 года он проходил в Каннах.
В 2014 году GSMA анонсировало, что ежегодное летнее мероприятие будет проходить в Китае в Шанхае и будет называться «Mobile World Congress Shanghai».
В 2016 году GSMA анонсировало создание «Mobile World Congress Americas», мероприятие, созданное в партнерстве с CTIA, будет проходить в Северной Америке.

## 2009
MWC 2009' проходила с 16 по 19 февраля. Первый день выставки Microsoft объявил о расширении партнерских отношений с LG и продемонстрировал свою новую операционную систему Windows Mobile 6.5.

## 2010
MWC 2010 состоялась 15 февраля 2010. Одна из главных новостей — объявление Microsoft о новой мобильной операционной системе Windows Phone 7.

## 2011
MWC 2011 проходила с 14 по 17 февраля. Nokia, Samsung и Sony Ericsson — анонсировали свои пресс-конференции, которые состоятся накануне, 13 февраля. На самой выставке было представлено множество Android-смартфонов и планшетов от LG, Samsung, HTC, Sony Ericsson.
Помимо крупных участников, выставка привлекает более 1000 средних и мелких компаний — производителей как комплектующих, так и ПО для мобильных платформ. Некоторые компании готовят под MWC специальные версии своих продуктов.

## 2012
MWC 2012 проходила с 27 февраля по 1 марта. Nokia представила первый бюджетный смартфон на операционной системе Windows Phone. Microsoft выпустила бета-версию Windows 8, получившую название «Consumer Preview».

## 2013
MWC 2013 проходила в Барселоне с 25 по 28 февраля. На выставке были представлены последние разработки в области мобильных технологий: прогрессивные модели смартфонов, планшетов, носимые электронные устройства, а также программные решения для мобильных устройств. В мероприятии приняли участие ряд российских компаний, в том числе Yota, продемонстрировавшая свой инновационный смартфон с двумя экранами. Также на выставке было представлено российское решение класса Mobile device managment — SafePhone.

## 2014
MWC 2014 проходила в Барселоне с 24 по 27 февраля. На выставке участвовали многие крупные компании, работающие в IT отрасли, в том числе Samsung, Sony, Acer, Huawei и многие другие. На выставке были представлены новые модели смартфонов и другие электронные устройства. Россию представлял ряд компаний, в том числе Яндекс, Yota и др. В рамках стенда Министерства образования и науки России на выставке были представлены российские университеты.

## 2015
MWC 2015 проходила в Барселоне со 2 по 5 марта. Традиционно на выставке были представлены новые модели смартфонов и другие электронные устройства, к примеру, умные часы Huawei TalkBand B2 и аналогичные решения. Компания Samsung продемонстрировала Samsung Galaxy S6 и Galaxy S6 Edge с изогнутым экраном, а компания HTC презентовала HTC One M9. В выставке приняли участие такие компании как Sony, представившие Sony Xperia M4 Aqua и новый планшет Xperia Z4 Tablet, Asus с новинками ZenFone 2 и MeMO Pad 7, а также Lenovo, и прочие крупнейшие компании мобильной индустрии. Среди наиболее неожиданных новшеств можно отметить аппараты Meizu, среди которых, наряду с работающими на ОС Android новыми смартфонами было представлено устройство под управлением Ubuntu — Meizu MX4 Ubuntu Edition.

## 2016
MWC 2016 проходил в Барселоне с 22 по 25 февраля. Среди экспонентов были такие российские компании, как Яндекс, Лаборатория Касперского, Связьком, Инфосистемы Джет, НИИ СОКБ и другие.
На выставке было представлено множество инновационных смартфонов и гаджетов. Награду «Лучший смартфон» получил LG G5. Смартфон оборудован 5,3-дюймовым дисплеем с разрешением Quad HD и функцией Always On, процессором Qualcomm Snapdragon 820, 4 ГБ оперативной и 32 ГБ встроенной памяти с возможностью расширения до 200 ГБ. Разрешение основной камеры составляет 16 Мп (угол обзора — 78 градусов), разрешение фронтальной — 8 Мп (угол обзора — 135 градусов).
Главной «фишкой» устройства однозначно является его необычный модульный дизайн. Нижняя грань G5 легко отсоединяется, а вместо неё можно установить модуль.
Ещё одним главным игроком выставки стал Samsung Galaxy S7 и S7 Edge. Флагманы южнокорейской компании работают на новом Exynos 8890 либо Qualcomm Snapdragon 820 (в зависимости от региона), имеют 5,1-дюймовый (S7) и 5,5-дюймовый (S7 edge) Super AMOLED-экраны с разрешением QuadHD, 4 Гб оперативной и 32 Гб встроенной памяти. Разрешение основной камеры составляет 12 Мп, фронтальной — 8 Мп.

## 2017
MWC 2017 также прошел в Барселонe.

## 2018
MWC 2018 проходил в Барселоне с 26 февраля по 1 марта.
MWC Shanghai 2018 проходил в Шанхае с 27 по 29 Июня.

## 2020
MWC 2020 должна была пройти в Барселоне с 24 по 27 февраля, однако был отменён из-за опасения участниками выставки распространения пандемии коронавируса.

## 2021
MWC 2021 отличалась от прежних. Вместо девяти набитых посетителями и компаниями залов были открыты только три. В предыдущие годы посещаемость выставки была в районе 100 тыс. человек, в этом году организаторы остановились на 30 тыс. Все люди на выставке должны были быть в масках, причём с довольно серьёзным уровнем защиты. Чтобы попасть на выставку, нужно было представить справку об отрицательном результате теста на COVID-19, благо экспресс-тест можно пройти сразу на месте.
Кроме того, ещё одной мерой защиты явился гибридный формат выставки. Те компании, которые не могли присутствовать очно, принимали участие, представляя свой виртуальный стенд. Компания Samsung приняла участие только в онлайн-формате. Такие компании как Huawei и ZTE приехали на мероприятие лично, но новые смартфоны не представляли, ограничились технологией дополненной реальности и Интернета вещей.
Отдельное место было уделено стартапам: компактные беспилотные аэротакси на электрической тяге от Advanced Air Mobility (AAM), беспроводные наушники, встроенные в серьги от компании NOVA, подушка безопасности, встроенная в велосипедный шлем от EVIX, графеновые датчики для печати на бумаге, тканях и других поверхностях от GrephenicaLab. Особое внимание было уделено стартапам в сфере здоровья.